# Třída Scout
Třída Scout byla třída torpédových křižníků britského královského námořnictva, které byly několik let po dokončení reklasifikovány na chráněné křižníky třetí třídy. Celkem byly postaveny dvě jednotky této třídy. Ve službě byly od roku 1885. Po vyřazení byly sešrotovány.

## Stavba
Třída Scout měla představovat malá plavidla schopná spolupráce s loďstvem na otevřeném moři, vhodná pro obranu proti nepřátelským torpédovým plavidlům a zároveň schopná sama provádět torpédové útoky. Celkem byly v letech 1884–1887 postaveny dvě jednotky této třídy. Ve své zamýšlené roli se křižníky neosvědčily (nízká rychlost, špatné nautické vlastnosti), a proto byly reklasifikovány na křižníky třetí třídy a využívány pro ochranu námořního obchodu.
Jednotky třídy Scout:
| Jméno    | Loděnice                             | Založení kýlu | Spuštěna          | Vstup do služby | Poznámka              |
| -------- | ------------------------------------ | ------------- | ----------------- | --------------- | --------------------- |
| Fearless | Naval Construction and Armaments Co. | 22. září 1884 | 20. března 1886   | červenec 1887   | Do šrotu prodán 1905. |
| Scout    | J & G Thompson, Glasgow              | 8. ledna 1884 | 30. července 1885 | 20. srpna 1885  | Do šrotu prodán 1904. |

## Konstrukce
Křižníky nesly čtyři 127mm kanóny, které doplňovalo osm 47mm kanónů, dva kulomety a sedm 356mm torpédometů. Pohonný systém tvořily čtyři kotle a dva parní stroje o výkonu 2000 ihp, pohánějící dva lodní šrouby. Pomocnou roli hrála dvoustěžňová takeláž. Nejvyšší rychlost dosahovala 16 uzlů. Dosah byl 6900 námořních mil při rychlosti 10 uzlů.

### Modernizace
V 90. letech 19. století původní hlavní výzbroj nahradily rychlopalné 120mm kanóny.